# باربارا رید
باربارا رید (انگلیسی: Barbara Read؛ ‏ ۲۹ دسامبر ۱۹۱۷ – ۱۲ دسامبر ۱۹۶۳) هنرپیشه اهل کانادا بود.
از فیلم‌ها یا برنامه‌های تلویزیونی که وی در آن نقش داشته‌است، می‌توان به راه بازگشت، سه دختر زرنگ، راهی به فردا ساختن و شاهد کلیدی اشاره کرد.